# Romina Lamas
Romina Lamas Gueren (Buenos Aires, 29 agosto 1978) è una pallavolista argentina naturalizzata spagnola.
Gioca nel ruolo di palleggiatrice nell'Aguere.

## Carriera
La carriera di Lomina Lamas inizia nella stagione 1996-97, quando debutta nella Liga argentina con la maglia del Club Atlético Boca Juniors, raggiungendo la finale scudetto: dopo un solo anno da professionista nella stagione seguente ottiene subito il suo primo ingaggio all'estero, andando a difendere i colori dell'Unione Sportiva Cistellum Volley di Cislago, nella Serie A1 italiana; tuttavia l'esperienza italiana si conclude già nel dicembre 1997, quando rientra al Club Atlético Boca Juniors, classificandosi ancora seconda in campionato.
Nel campionato 1998-99 è nuovamente in Italia, questa volta al Centro Ester Pallavolo di Napoli, dove resta due annate e si aggiudica la Coppa CEV 1998-99; nel 1999 debutta anche nella nazionale argentina, con la quale giocherà senza grandi risultati fino al 2004. Nella stagione 2000-01 firma col Tenerife, formazione della Superliga Femenina de Voleibol nella quale intraprende una lunga militanza: vi resta infatti per otto stagioni, vincendo cinque scudetti, sei edizioni della Coppa della Regina, quattro Supercoppe spagnole e la Champions League 2003-04; durante questo periodo ottiene anche la cittadinanza sportiva spagnola, debuttando nella nazionale dello stato iberico nel 2008.
A causa della crisi economica del suo club, nel campionato 2008-09 passa alla formazione rivale del CAV Murcia, vincendo uno scudetto e tre coppe e supercoppe nazionali, venendo inoltre premiata come MVP dopo la vittoria della Coppa della Regina 2010-11. Dopo una pausa dal volley per maternità, torna in campo nella stagione 2012-13, giocando per lo Hainaut di Valenciennes, nella Ligue A francese, mentre nella stagione seguente torna per qualche mese all'Aguere, prima di firmare per il resto dell'annata con l'İqtisadçı, nella Superliqa azera.
Nel campionato 2014-15 viene ingaggiata dal Çanakkale, club della Voleybol 1. Ligi turca del quale diventa anche capitano, ma già nel campionato seguente torna in Spagna, difendendo i colori dell'Aguere di San Cristóbal de La Laguna.

## Palmarès

### Club
- Campionato spagnolo: 6

2000-01, 2001-02, 2003-04, 2004-05, 2005-06, 2008-09
- Coppa della Regina: 9

2000-01, 2001-02, 2002-03, 2003-04, 2004-05, 2005-06, 2008-09, 2009-10, 2010-11
- Supercoppa spagnola: 7

2002, 2003, 2004, 2005, 2008, 2009, 2010
- Champions League: 1

2003-04
- Coppa CEV: 1

1998-99

### Premi individuali
- 2011 - Coppa della Regina: MVP